# Liberalii engleji și români
Liberalii engleji și români este o operă literară scrisă de Ion Luca Caragiale. 